# Święta Katarzyna (Siechnice)

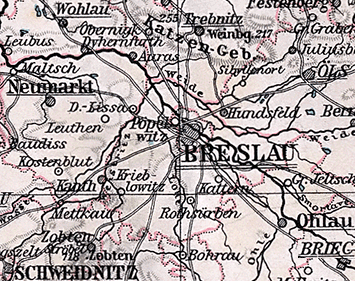
Kattern südöstlich von Breslau auf einer Landkarte von 1905

Święta Katarzyna (deutsch: Kattern, vormals auch Cattern bzw. Sankt Katharina) ist ein Ort in der Stadt- und Landgemeinde Siechnice (Kraftborn, bis 1936 Tschechnitz) im Powiat Wrocławski der Woiwodschaft Niederschlesien in Polen.

## Geographie
Święta Katarzyna liegt etwa zwölf Kilometer südöstlich von Breslau. Der Bahnhof Święta Katarzyna liegt an der Bahnstrecke Bytom–Wrocław und ist Beginn der Bahnstrecke Święta Katarzyna–Wrocław Kuźniki.

## Geschichte

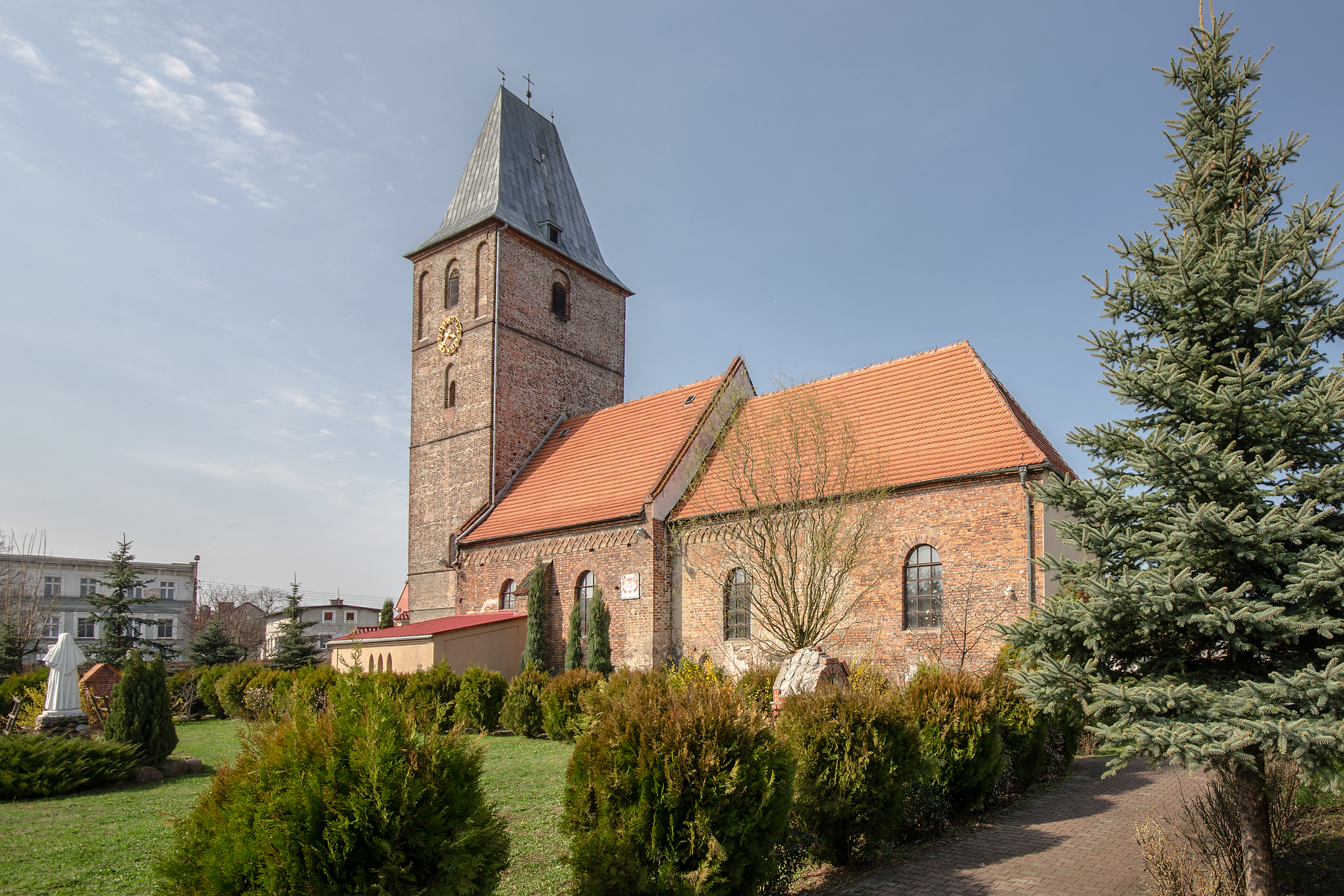
Katharinenkirche

Erstmals urkundlich erwähnt wurde Kattern, das zum Herzogtum Breslau gehörte, im Jahr 1257. 1794 bestand das Dorf aus zwei Anteilen:
1. der geistliche Anteil gehörte dem Breslauer St.-Matthias-Stift und bestand aus einem herrschaftlichen Vorwerk, einem Kretscham, vier Dienstbauern, sieben Frei- und elf Dreschgärtnern, einem Häusler und sechs anderen Häusern, 31 Feuerstellen und 125 Einwohnern.
2. der weltliche Anteil gehörte dem David Karrasch und nach ihm dem Generalleutnant von Bohlen. Es bestand aus einem herrschaftlichen Wohngebäude mit einem Vorwerk, einer katholischen Pfarrkirche, einem Pfarrhaus, einer Schule, vier Dienstbauern, zwei Frei- und elf Dreschgärtnern, einem Häusler, einer Windmühle, acht anderen Häusern, 32 Feuerstellen und 211 Einwohnern.[1]

Im Zweiter Zweiten Weltkrieg wurde es im Frühjahr 1945 von der Roten Armee besetzt. Als Folge des Kriegs fiel es 1945 an Polen und wurde in Święta Katarzyna umbenannt. Die einheimische deutsche Bevölkerung wurde, soweit sie nicht vorher geflohen war, vertrieben.
Das Dorf war bis Ende 2009 Sitz der Gmina Święta Katarzyna, die anschließend in Gmina Siechnice umbenannt wurde.

## Sehenswürdigkeiten
- Römisch-katholische Kirche St. Katharina. Sie wurde 1257 erstmals erwähnt und 1720 umgebaut und erweitert. Nach dem Zweiten Weltkrieg wurde sie instand gesetzt.

## Bevölkerungsentwicklung
| Jahr | Einwohner | Anmerkungen |
| ---- | --------- | ----------- |
| 1933 | 1496      | [ 3 ]       |
| 1939 | 1546      | [ 3 ]       |